# Парахино (Владимирская область)
Пара́хино — деревня в Гусь-Хрустальном районе Владимирской области России, входит в состав Уляхинского сельского поселения.

## География
Деревня расположена в 52 км на юг от Гусь-Хрустального, в 10 км на восток от ж/д станция Великодворье на линии Владимир—Тумская.

## История
До революции деревня являлась центром Парахинской волости Касимовского уезда Рязанской губернии, с 1926 года — в составе Гусевского уезда Владимирской губернии. В 1926 году в деревне было 253 двора.
С 1929 года деревня являлась центром Парахинского сельсовета Гусь-Хрустального района Владимирского округа Ивановской Промышленной области, с 1935 года — в составе Курловского района Ивановской области, с 1944 года — в составе Владимирской области, с 1963 года — в составе Гусь-Хрустального района, с 2005 года — в составе Уляхинского сельского поселения.

## Население
| 1859 | 1897 | 1905  | 1926  | 2002 | 2010 | 2021 |
| ---- | ---- | ----- | ----- | ---- | ---- | ---- |
| 455  | ↗933 | ↗1204 | ↗1368 | ↘220 | ↘137 | ↘110 |

## Инфраструктура
В деревне находятся клуб, фельдшерско-акушерский пункт, отделение почтовой связи.